# The Eraser Rmxs
The Eraser Rmxs — альбом реміксів пісень із дебютного студійного альбому англійського музиканта Тома Йорка The Eraser. Випущений 27 серпня 2008 року. Він містить 9 реміксів на 8 треків із дебютного альбому Йорка 2006 року, виконаного різними виконавцями електроніки, дабстепу та техно.

## Список композицій
| #     | Назва                                                        | Тривалість |
| ----- | ------------------------------------------------------------ | ---------- |
| 1.    | «And It Rained All Night (Burial remix)»                     | 4:13       |
| 2.    | «The Clock (Surgeon Remix)»                                  | 6:23       |
| 3.    | «Harrowdown Hill (The Bug remix)»                            | 5:16       |
| 4.    | «Skip Divided (Modeselektor remix)»                          | 5:38       |
| 5.    | «Atoms for Peace (Four Tet remix)»                           | 5:52       |
| 6.    | «Cymbal Rush (The Field Late Night Essen und Trinken remix)» | 8:06       |
| 7.    | «Black Swan (Cristian Vogel Spare Parts remix)»              | 6:02       |
| 8.    | «Analyse (Various remix)»                                    | 4:10       |
| 9.    | «Black Swan (Vogel Bonus Beat Eraser remix)»                 | 7:50       |
| 53:40 |                                                              |            |

## Персоналії
- Том Йорк – автор пісень
- Найджел Ґодріч – продюсування
- Шейн МакЕнхілл – мастерінг
- Стенлі Донвуд – дизайн
- Даррелл Торп – асистент зведення